# Manifiesto de Trucios

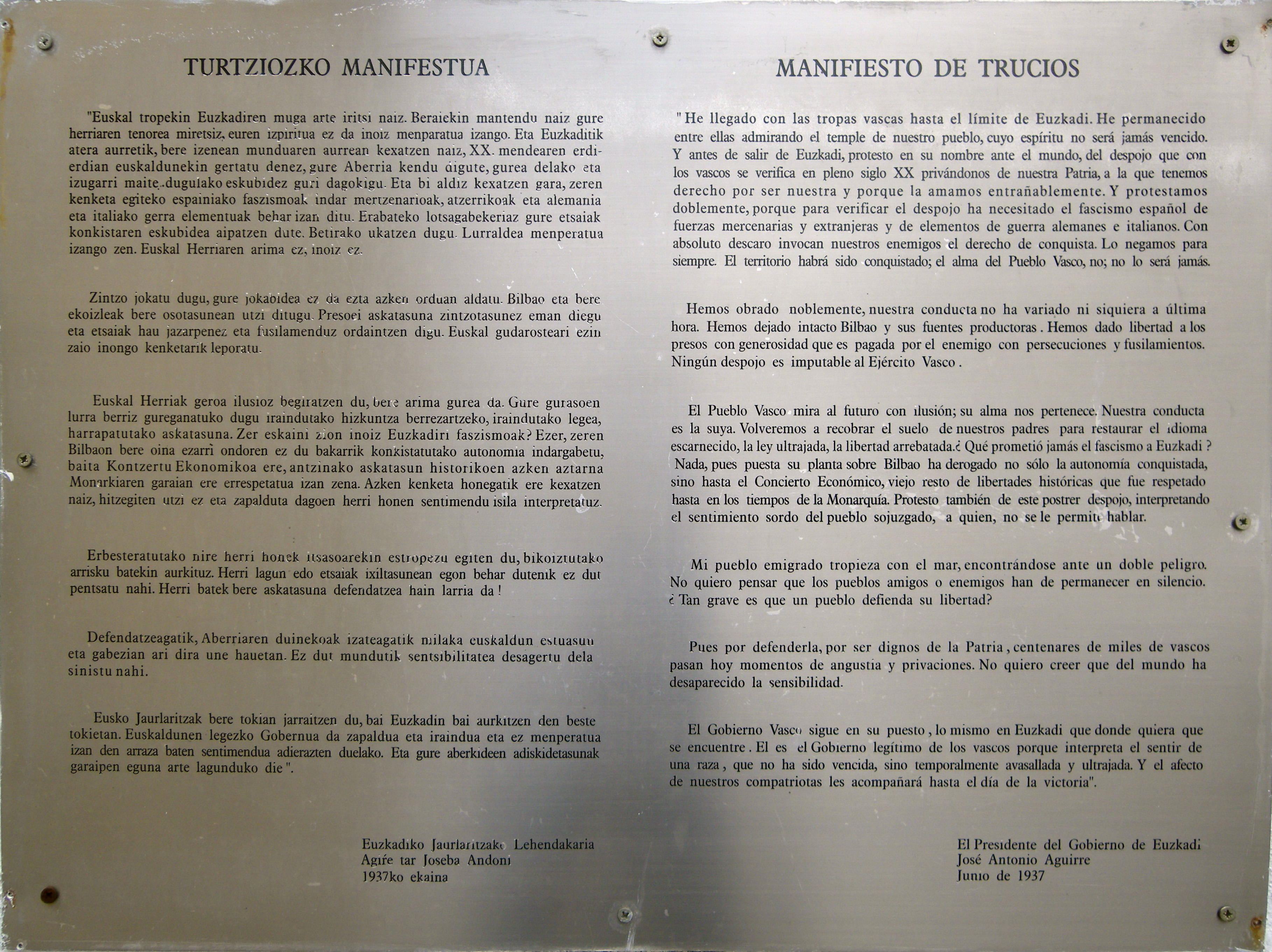
Manifiesto de Trucios

El manifiesto de  Trucios fue el último manifiesto escrito por el primer Lendakari (presidente) del Gobierno Vasco, José Antonio Aguirre en tierras vascas, durante la Guerra civil española. El manifiesto fue redactado el 30 de junio de 1937, tras finalizar la última reunión celebrada por el Gobierno Vasco en territorio de Euzkadi, en el municipio de Trucios . En este manifiesto, el Lehendakari Aguirre se dirigió a todos los vascos y les agradeció, entre otras cosas, el trabajo realizado por el Euzko Gudarostea (Ejército Vasco) y las Fuerzas por la Libertad del País Vasco contra quienes habían dado un golpe de Estado . 
Aguirre leyó el manifiesto en el palacio de La Puente, en Turtzioz, antes de abandonar el País Vasco. En el manifiesto afirmaba que las tropas franquistas nunca dominarán el alma del territorio vasco y que habían sido las únicas responsables de iniciar la batalla. El manifiesto es, en general, lúgubre, porque en aquellos días Bilbao había caído y según el Gobierno Vasco solo quedaban algunos pueblos en las Encartaciones, el resto habían sido conquistados por las tropas sublevadas. Sin embargo, el Lehendakari Agirre ofrecía un último mensaje de esperanza al pueblo vasco: «Él [el Gobierno Vasco] es el Gobierno Vasco legítimo, porque interpreta los sentimientos y el ser de una raza, no de una raza derrotada, sino de alguien que ha sido temporalmente dominado y humillado. Y la amistad de nuestros compatriotas los apoyará hasta el día de la victoria». 
El 30 de junio de 2017, ochenta años después, el Lehendakari Íñigo Urkullu, rindió un homenaje a su antecesor el Lendakari Aguirre en el mismo pueblo donde este había redactado el manifiesto, celebrando el aniversario y valorando los nuevos tiempos. 